# Scilla jaegeri
Scilla jaegeri là một loài thực vật có hoa trong họ Măng tây. Loài này được K.Krause miêu tả khoa học đầu tiên năm 1912.